# MuséoParc Alésia

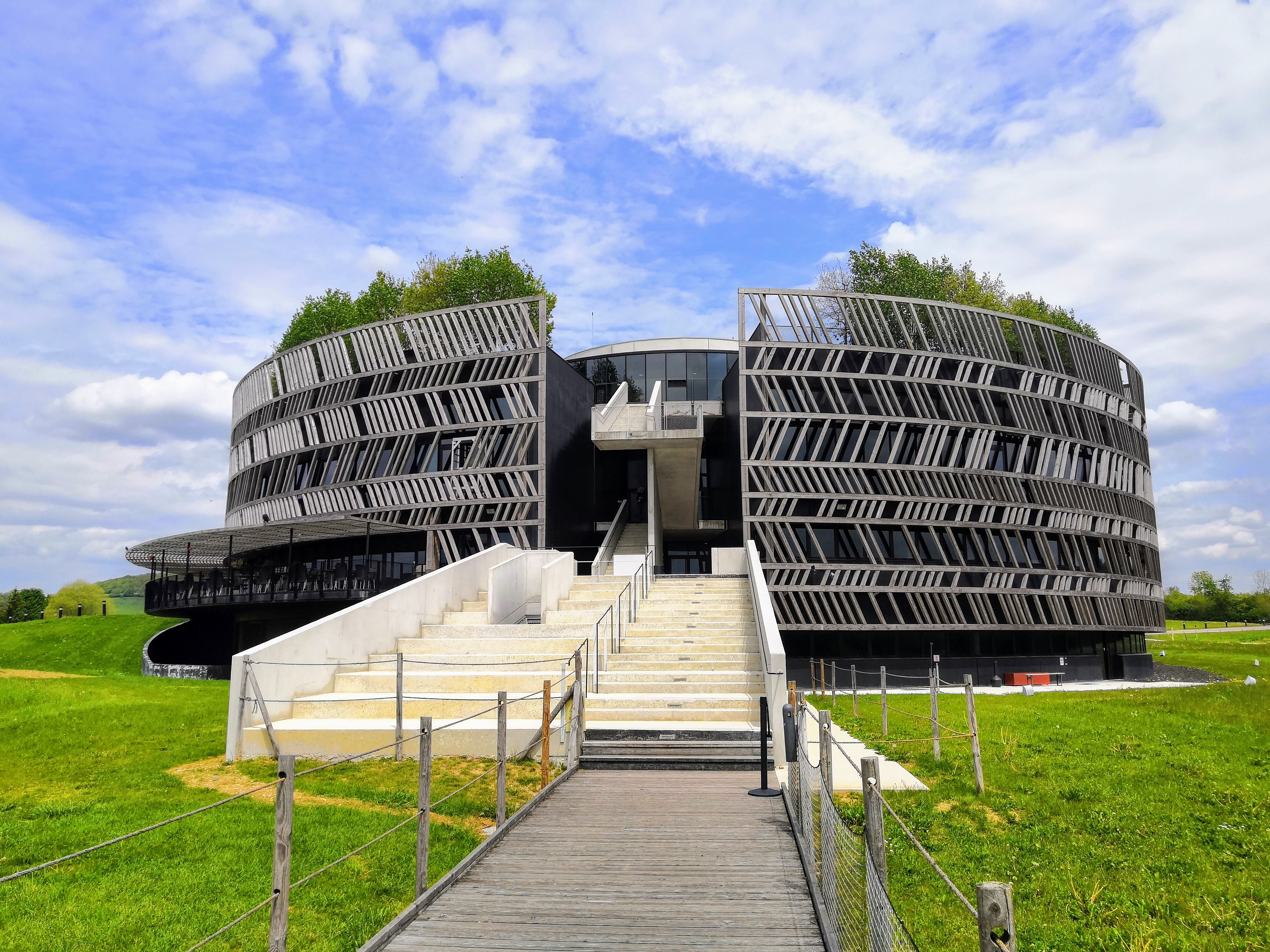
MuséoParc Alésia

Der MuséoParc Alésia ist ein Museum und Ausstellungszentrum bei Alise-Sainte-Reine im Département Côte-d’Or in der Région Burgund in Frankreich. Das Zentrum wurde am 23. März 2012 eröffnet. Es steht auf freiem Feld an der Stelle, wo 52 v. Chr. die Schlacht um Alesia zwischen der römischen Armee unter Julius Cäsar und dem gallischen Heer unter Vercingetorix stattfand.

## Gebäude

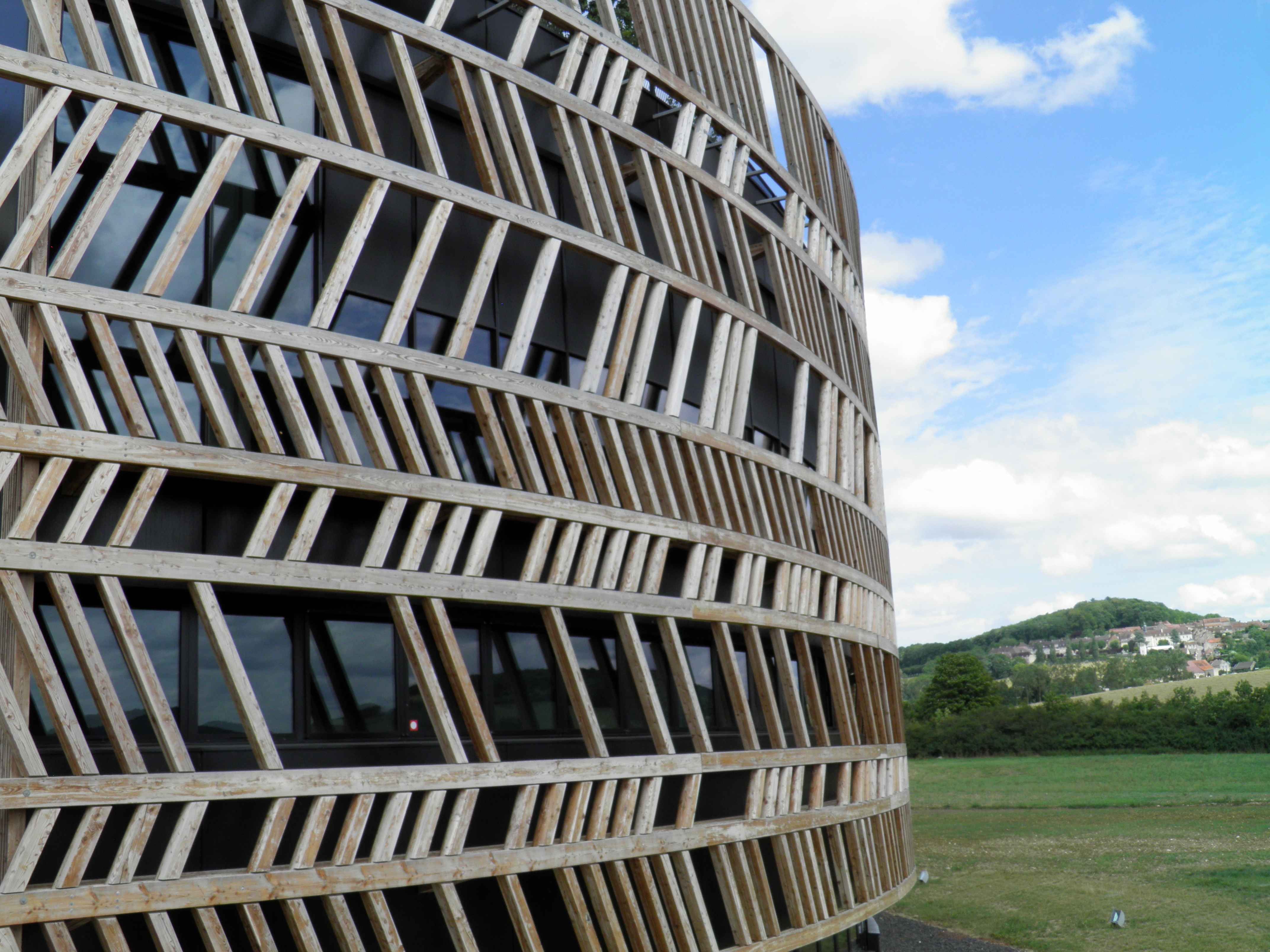
Holzverkleidung vor der Glasfassade

Das dreistöckige Gebäude hat einen Durchmesser von 52 Metern. Seine zylindrische Form soll die Einkesselung der Gallier durch die Römer symbolisieren. Die netzartig angebrachten Balken aus Lärchenholz vor der vollständig verglasten Fassade erinnern an die römischen Belagerungs- und Wachtürme. Die Dachterrasse ist mit Eichen und Birken bepflanzt und bietet einen weiten Ausblick über die umliegenden Hügel, auf denen die römischen Armeen lagerten. Architekt war der Schweizer Bernard Tschumi.

## Ausstellung
Anhand von Filmen, Dioramen, Modellen, Karten, antiken Gebrauchsgegenständen sowie Nachbildungen von Waffen und Kriegsmaschinen werden auf einer Fläche von 1200 m² die Eroberung Galliens durch die Römer, die Belagerung von Alesia und die Auseinandersetzung zwischen Cäsar und Vercingetorix erklärt.
Zur Verfügung stehen Audioguides, Broschüren und Reiseführer in mehreren Sprachen. Verpflegen kann man sich an einer Snackbar und einem Restaurant. Souvenirs und Literatur gibt es in einer Geschenkboutique bzw. Buchhandlung, Kinder werden in einer Ludothek betreut.
Das Außengelände umfasst eine Fläche von 6500 m². Die römischen Belagerungsringe wurden vom Landschaftsarchitekten Michel Desvigne über eine Länge von 100 Metern in Originalgröße nachgebaut. Als Römer bzw. Gallier gekleidete Truppen demonstrieren die jeweilige Kampftechnik.

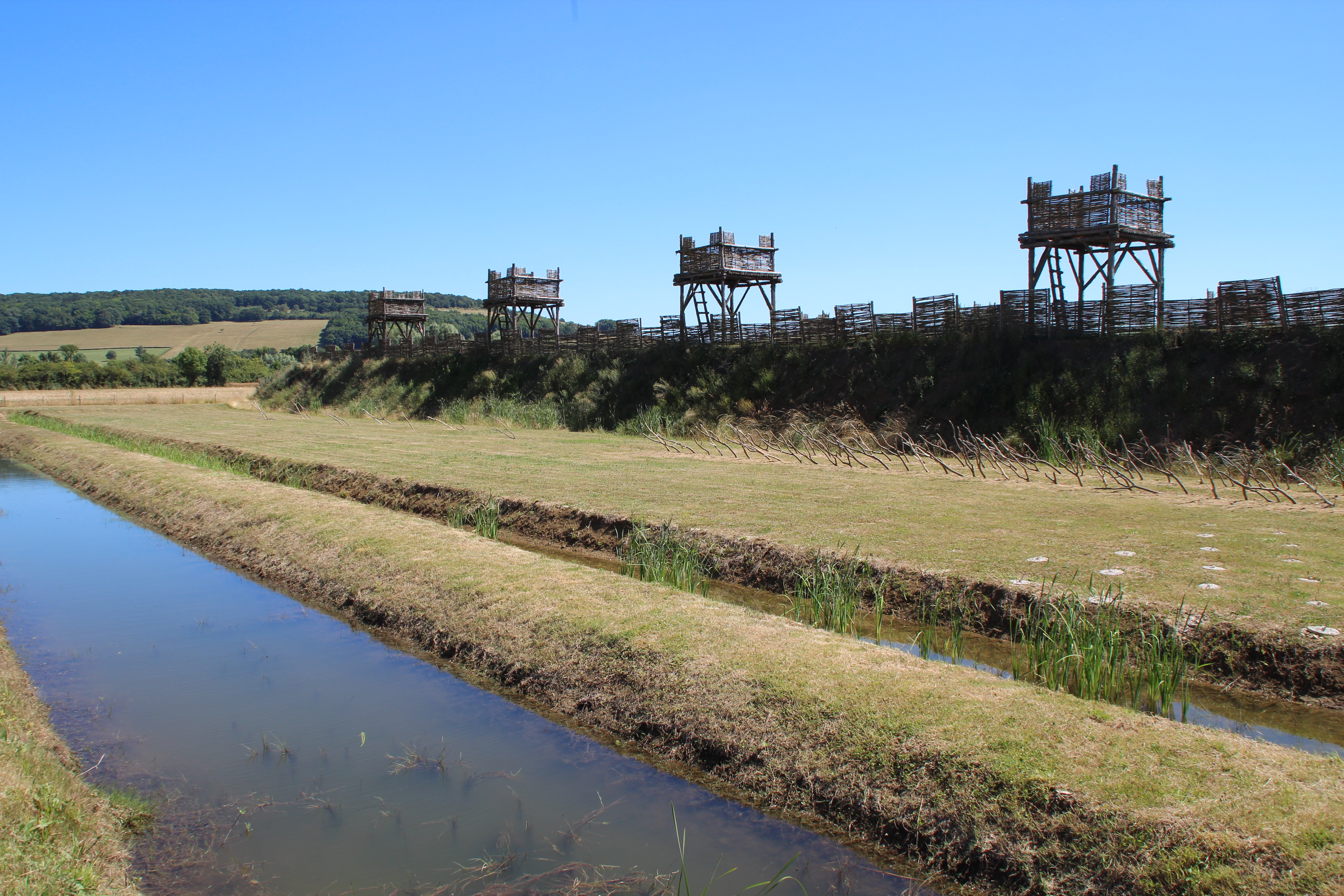
Nachbau des Befestigungswalls
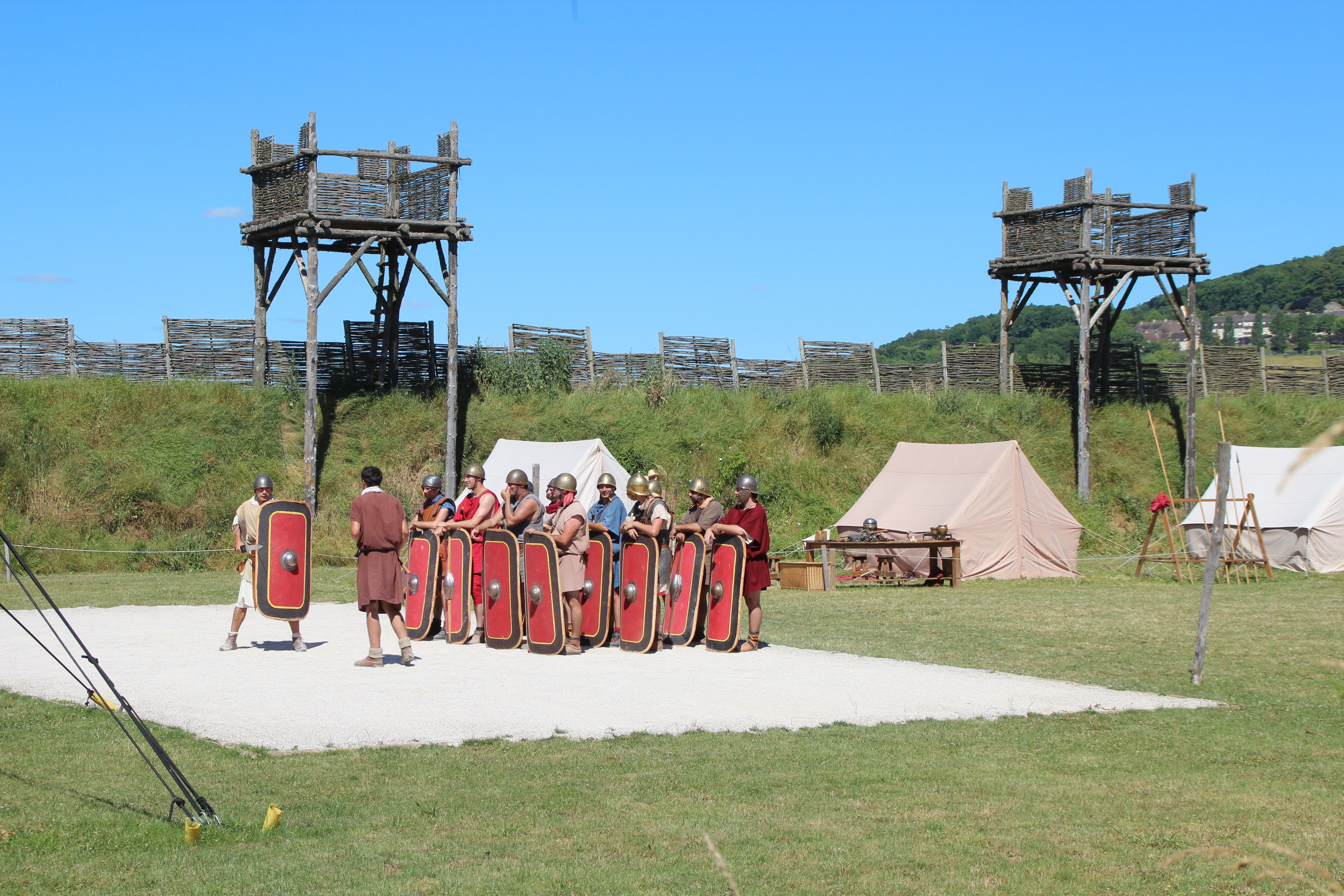
Vorführung römischer Kampftechnik